# Gustaf Edwall
Gustaf Edwall (1862-1946) fue un botánico explorador sueco, que desarrolló buena parte de su actividad científica en Brasil.

## Algunas publicaciones

### Libros
- 1896.  Indice dos plantas de herbario da Commissão (geographica e geologica). (en castellano)
- 1897.  Flora paulista. II. Familias solanaceae e scrophulariaceae. (en latín). Ed. São Paulo : typ. de Vanorden. x + 221 pp.
- 1906.  Ensaio para uma synonimia dos nomes populares das plantas indigenas do Estado de S. Paulo. 2.a parte. Ed. São Paulo : Commissão Geográphica e Geológica de São Paulo. 70 pp. (en portugués)
- 1908.  Catalogo da collecção de Madeiras da secção botanica.
- 2009.  Commisso Geographica E Geologica De So Paulo Boletim No 16. 74 pp. ISBN 978-1-113-70569-3 (en inglés)

## Honores

### Epónimos
- (Eriocaulaceae) Leiothrix edwallii Silveira[1]
- (Leguminosae) Inga edwallii (Harms) T.D.Penn.[2]
- (Leguminosae) Pithecellobium edwallii Hoehne[3]
- (Mimosaceae) Inga edwallii (Harms) T.D.Penn.[4]
- (Mimosaceae) Pithecellobium edwallii Hoehne[5]
- (Orchidaceae) Habenaria gustavi-edwallii Hoehne[6]
- (Orchidaceae) Grandiphyllum edwallii (Cogn.) Docha Neto[7]
- (Orchidaceae) Pleurothallis edwallii Dusén & Schltr. var. pallida Hoehne & Schltr.[8]
- (Piperaceae) Piper edwallii Yunck.[9]

- La abreviatura «Edwall» se emplea para indicar a Gustaf Edwall como autoridad en la descripción y clasificación científica de los vegetales.[10]